# Juan Uña Shartou
Juan Uña Shartou (Madrid, 17 de julio de 1871–ibidem, 1948) fue un pedagogo español ligado a la Institución Libre de Enseñanza, vocal del Patronato de las Misiones Pedagógicas,

## Biografía
Nacido en Madrid, hijo de Carmen Shartou Lera y del institucionista extremeño Juan Uña Gómez; se educó en la capital española y durante un periodo en Francia. De nuevo en Madrid, se doctoró en leyes en su universidad, con una tesis dedicada a la Condición de la mujer en el Derecho español. Exposición comentada de nuestro Derecho positivo.
Uña Shartou fue alumno de Giner y Cossío en la Institución, en la misma clase de Julián Besteiro, César Carnicer o Pedro Blanco, y luego profesor de la ILE. Compañero también de Julián Juderías y José María Navarro Palencia en el Instituto de Reformas Sociales, (considerado cuna y origen de toda la política social en España) y socio de la Sociedad de Cursos y Conferencias de la Residencia de Estudiantes.
Fue diputado por el partido de Melquiades Álvarez. 

## Obras
- Las asociaciones obreras en España (notas para su historia) (1900), memoria sobre el tema "Los gremios en España desde los tiempos antiguos hasta su desaparición", premiada por el Ateneo científico literario y artístico de Madrid en el Concurso Charro Hidalgo de 1899, seguida de un apéndice con documentos inéditos y de otro materias bibliográfico.[6]
- El libro de un obrero (1895)
- Uña Shartou, Juan (30 de septiembre de 1935). «El señor Cossío». Boletín de la Institución Libre de Enseñanza (Madrid). AÑO LlX (905): 193-196. Consultado el 5 de abril de 2024. Necrológica por uno de sus alumnos.

Sobre su obra:
- Monereo Pérez, José Luis (2008). «El liberalismo social krauso-institucionista de Juan Uña Sarthou». Civitas. Revista española de derecho del trabajo (140): 795-820. ISSN 0212-6095. Consultado el 29 de abril de 2017.